# Ooperipatellus insignis
Ooperipatellus insignis är en klomaskart som först beskrevs av Arthur Dendy 1890.  Ooperipatellus insignis ingår i släktet Ooperipatellus och familjen Peripatopsidae. Inga underarter finns listade i Catalogue of Life.